# SEG Plaza
Il SEG Plaza è un grattacielo di Shenzhen, in Cina. Completato nel 2000, l'edificio è alto 292 metri. Al 69º piano è situato un centro di osservazione dal quale si domina il panorama della città. È sede della Shenzhen Electronics Group.